# Dolomitas de Zoldo
Os Dolomitas de Zoldo (em italiano:  Dolomiti di Zoldo) é um maciço montanhoso que se encontra na região de Véneto da província de Belluno na  Itália. O ponto mais alto é o Monte Civetta com 3.220 m.

## Localização
Os Dolomitas de Zoldo constituem a parte Sudeste da cordilheira das Dolomites e o nome provém do vale de Zoldo.
Estão rodeadas a Norte com os Dolomitas de Sesto, de Braies e de Ampezzo, a Leste pelos Alpes Cárnicos dos Alpes Cárnicos e de Gail, a Suldoeste os
Dolomitas de Fiemme, e a Sudeste os Dolomitas de Gardena e de Fassa.

## SOIUSA
A Subdivisão Orográfica Internacional Unificada do Sistema Alpino (SOIUSA) dividiu os Alpes em duas grandes Partes: Alpes Ocidentais e Alpes Orientais, separados pela linha formada pelo  Rio Reno - Passo de Spluga - Lago de Como - Lago de Lecco.
A secção das Cordilheira das Dolomitas é formada pelos Dolomitas de Sesto, de Braies e de Ampezzo, Dolomitas de Zoldo, Dolomitas de Gardena e de Fassa, Dolomitas de Feltre e de Pale de São Martinho, e Dolomitas de Fiemme.

### Classificação  SOIUSA
Segundo a SOIUSA este acidente geográfico é uma Sub-secção alpina com as seguintes características:
- Parte = Alpes Orientais
- Grande sector alpino = Alpes Orientais-Sul
- Secção alpina = Cordilheira das Dolomitas
- Sub-secção alpina =  Dolomitas de Zoldo
- Código = II/C-31.II

## Imagens

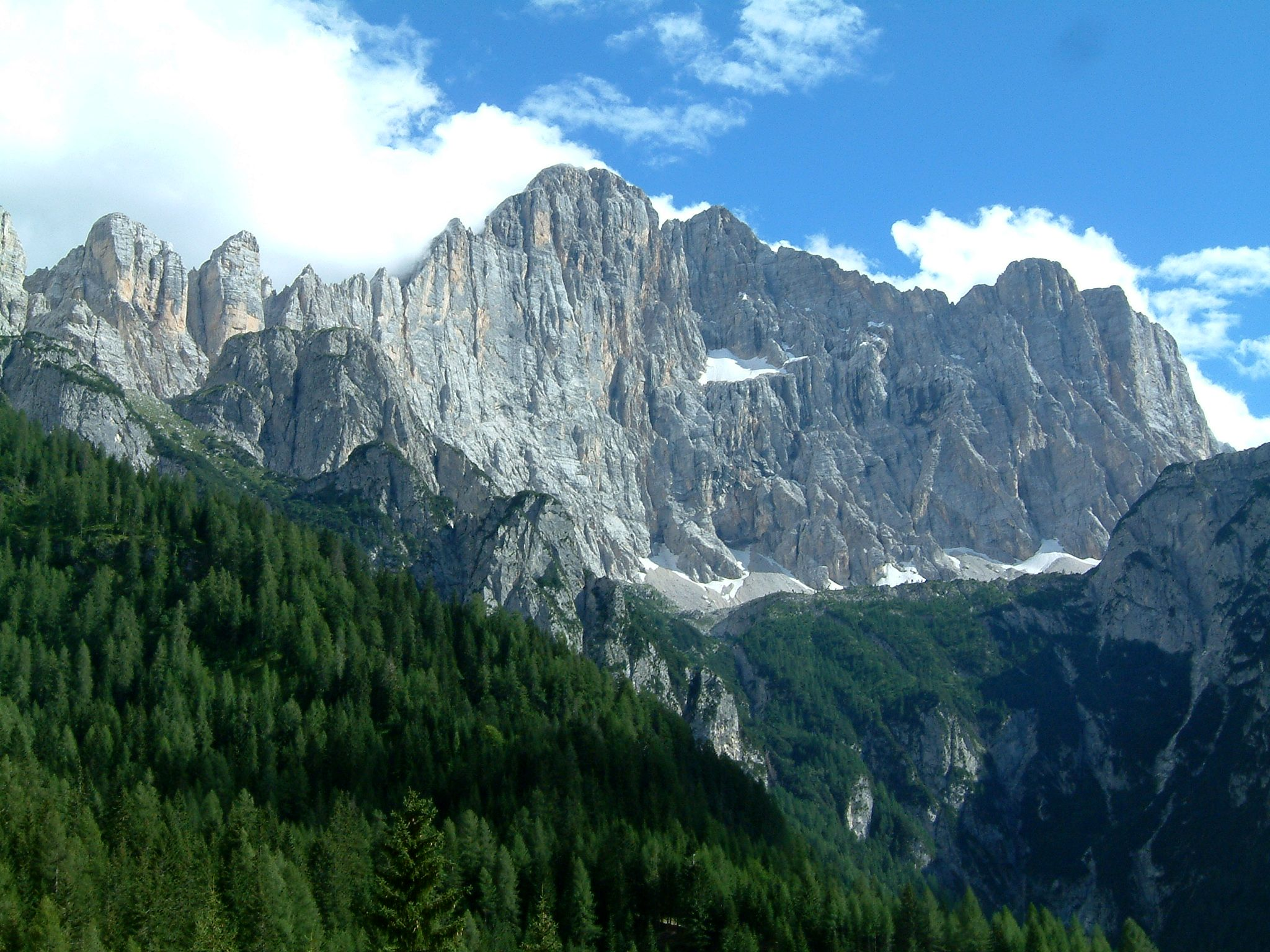
O Monte Civetta